# Hoàng Mai (quận)
Hoàng Mai là một quận nội thành cũ của thành phố Hà Nội, Việt Nam.
Đây là quận có diện tích lớn thứ tư của thành phố (sau các quận Long Biên, Hà Đông và Bắc Từ Liêm) và có dân số đông nhất trong số 30 quận, huyện, thị xã thuộc thành phố Hà Nội.

## Địa lý

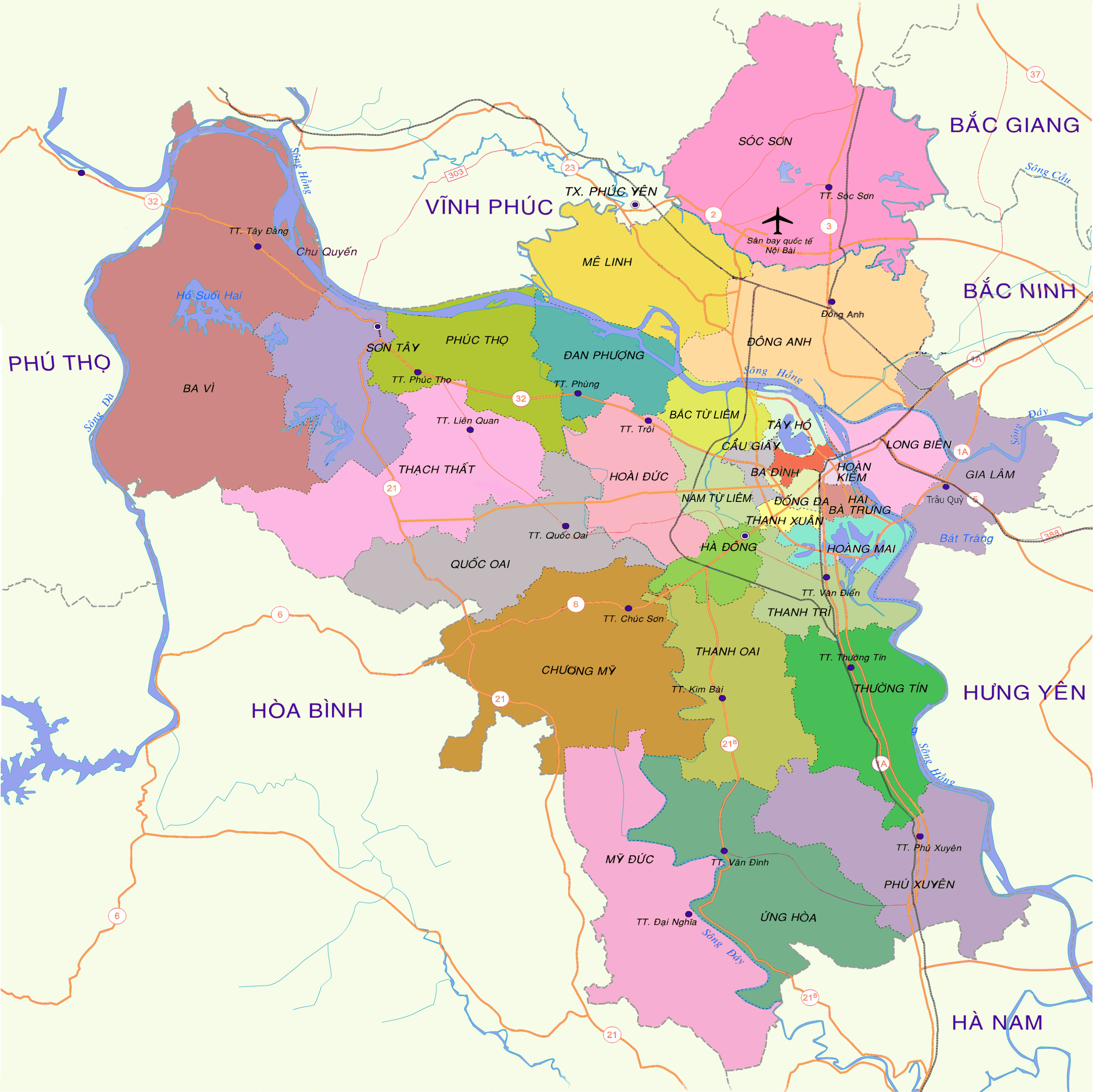
Vị trí quận Hoàng Mai (màu xanh ngọc) trên bản đồ Hà Nội

Quận Hoàng Mai nằm ở phía đông nam nội thành thành phố Hà Nội, có vị trí địa lý:
- Phía đông giáp huyện Gia Lâm (với ranh giới là sông Hồng)
- Phía tây và phía nam giáp huyện Thanh Trì
- Phía bắc giáp quận Hai Bà Trưng, quận Thanh Xuân và quận Long Biên (với ranh giới là sông Hồng)

Quận Hoàng Mai có diện tích tự nhiên là 4.104,1ha (41 km²), dân số là 365.759 người.
Quận Hoàng Mai có đường giao thông thủy trên sông Hồng. Quận có các đường giao thông quan trọng đi qua gồm: Quốc lộ 1, đường vành đai 2,5, đường vành đai 3, đường cao tốc Pháp Vân – Cầu Giẽ, cầu Thanh Trì.

## Lịch sử
Cuối thời Lê – đầu thời Nguyễn, Hoàng Mai là tên một tổng và một xã thuộc huyện Thanh Trì, phủ Thường Tín, trấn Sơn Nam Thượng (đến năm 1831 thuộc tỉnh Hà Nội).
Theo Đồng Khánh địa dư chí, tổng Hoàng Mai có 10 xã, thôn:
| - Xã Phương Liệt | - Thôn Giáp Nhất xã Thịnh Liệt | - Thôn Giáp Tứ  | - Xã Hoàng Mai | - Thôn Giáp Lục  |
| - Xã Tương Mai   | - Thôn Giáp Nhị                | - Thôn Giáp Bát | - Xã Mai Động  | - Thôn Giáp Thất |

Năm 1899, vùng đất Hoàng Mai thuộc Khu vực Ngoại thành Hà Nội (từ 1915 là huyện Hoàn Long thuộc tỉnh Hà Đông), đến năm 1942 lại thuộc Đại lý đặc biệt Hà Nội.
Năm 1954, thành phố Hà Nội được chia thành 4 quận nội thành với 34 khu phố và 4 quận ngoại thành với 46 xã, phần lớn địa bàn quận Hoàng Mai lúc bấy giờ thuộc Quận VII.
Ngày 31 tháng 5 năm 1961, Hội đồng Chính phủ ban hành Quyết định số 78-CP chia Hà Nội thành 4 khu phố nội thành và 4 huyện ngoại thành, địa bàn quận Hoàng Mai lúc này tương ứng với 10 xã: Đại Kim, Định Công, Đoàn Kết (không kể phố Giáp Bát), Hoàng Liệt, Hoàng Văn Thụ (bao gồm cả thôn Mai Động, không kể phố Mai Động), Lĩnh Nam, Thanh Trì, Trần Phú, Vĩnh Tuy (không kể thôn Đoài), Yên Sở thuộc huyện Thanh Trì. Năm 1964, xã Đoàn Kết đổi tên thành xã Thịnh Liệt.
Ngày 9 tháng 8 năm 1973, hai thôn Giáp Bát, Giáp Lục của xã Thịnh Liệt, thôn Tương Mai và một phần đất thôn Mai Động thuộc xã Hoàng Văn Thụ, huyện Thanh Trì được cắt về khu phố Hai Bà Trưng. Ngày 13 tháng 10 năm 1982, thành lập phường Mai Động thuộc quận Hai Bà Trưng và tách xóm Mã Cả của xã Hoàng Văn Thụ thuộc huyện Thanh Trì về phường Tương Mai, quận Hai Bà Trưng. Ngày 14 tháng 3 năm 1984, chia phường Giáp Bát thuộc quận Hai Bà Trưng thành 2 phường Giáp Bát và Tân Mai. Ngày 26 tháng 10 năm 1990, chuyển toàn bộ diện tích tự nhiên và dân số của xã Hoàng Văn Thụ thuộc huyện Thanh Trì về quận Hai Bà Trưng quản lý và chuyển thành phường Hoàng Văn Thụ.
Ngày 6 tháng 11 năm 2003, Chính phủ ban hành Nghị định số 132/2003/NĐ-CP. Theo đó:
- Tách 9 xã: Định Công, Đại Kim, Hoàng Liệt, Thịnh Liệt, Thanh Trì, Lĩnh Nam, Trần Phú, Vĩnh Tuy, Yên Sở, 55 ha diện tích tự nhiên của xã Tứ Hiệp thuộc huyện Thanh Trì và 5 phường: Mai Động, Tương Mai, Tân Mai, Giáp Bát, Hoàng Văn Thụ thuộc quận Hai Bà Trưng để thành lập quận Hoàng Mai
- Chuyển 8 xã: Định Công, Đại Kim, Hoàng Liệt, Thịnh Liệt, Thanh Trì, Lĩnh Nam, Trần Phú, Yên Sở thành 8 phường có tên tương ứng
- Chuyển xã Vĩnh Tuy thành phường Vĩnh Hưng.

Sau khi thành lập, quận Hoàng Mai có 4.104,10 ha diện tích tự nhiên và 187.332 người với 14 phường trực thuộc.

## Hành chính
Quận Hoàng Mai có 14 đơn vị hành chính cấp xã trực thuộc, bao gồm 14 phường: Đại Kim, Định Công, Giáp Bát, Hoàng Liệt, Hoàng Văn Thụ, Lĩnh Nam, Mai Động, Tân Mai, Thanh Trì, Thịnh Liệt, Trần Phú, Tương Mai, Vĩnh Hưng, Yên Sở.
| \| Tên \| Diện tích (km²) \| Dân số (người) năm 2021 \| Mật độ (người/km²) \| \| ------------------------------------------------------------- \| --------------- \| ----------------------- \| ------------------ \| \| Đại Kim \| 2,73 \| 52.926 \| 19.387 \| \| Định Công \| 2,7 \| 47.847 \| 17.721 \| \| Giáp Bát \| 0,59 \| 18.474 \| 31.312 \| \| Hoàng Liệt \| 4,85 \| 94.415 \| 19.467 \| \| Hoàng Văn Thụ \| 1,70 \| 43.189 \| 25.405 \| \| Lĩnh Nam \| 5,60 \| 30.095 \| 5.374 \| \| Mai Động \| 0,81 \| 48.476 \| 59.847 \| \| Tân Mai \| 0,51 \| 26.664 \| 52.282 \| \| Thanh Trì \| 3,34 \| 25.600 \| 7.665 \| \| Thịnh Liệt \| 2,94 \| 38.738 \| 13.176 \| \| Trần Phú \| 3,96 \| 14.072 \| 3.554 \| \| Tương Mai \| 0,74 \| 30.005 \| 40.547 \| \| Vĩnh Hưng \| 1,80 \| 39.873 \| 22.152 \| \| Yên Sở \| 7,25 \| 24.226 \| 3.342 \| \| Nguồn: Thông báo số 865/TB-UBND[12] của UBND thành phố Hà Nội \| \| \| \| |                 |                         |                    |
| Tên | Diện tích (km²) | Dân số (người) năm 2021 | Mật độ (người/km²) |
| Đại Kim | 2,73            | 52.926                  | 19.387             |
| Định Công | 2,7             | 47.847                  | 17.721             |
| Giáp Bát | 0,59            | 18.474                  | 31.312             |
| Hoàng Liệt | 4,85            | 94.415                  | 19.467             |
| Hoàng Văn Thụ | 1,70            | 43.189                  | 25.405             |
| Lĩnh Nam | 5,60            | 30.095                  | 5.374              |
| Mai Động | 0,81            | 48.476                  | 59.847             |
| Tân Mai | 0,51            | 26.664                  | 52.282             |
| Thanh Trì | 3,34            | 25.600                  | 7.665              |
| Thịnh Liệt | 2,94            | 38.738                  | 13.176             |
| Trần Phú | 3,96            | 14.072                  | 3.554              |
| Tương Mai | 0,74            | 30.005                  | 40.547             |
| Vĩnh Hưng | 1,80            | 39.873                  | 22.152             |
| Yên Sở | 7,25            | 24.226                  | 3.342              |
| Nguồn: Thông báo số 865/TB-UBND của UBND thành phố Hà Nội |                 |                         |                    |

## Đường  phố
- Bằng Liệt
- Bùi Huy Bích
- Bùi Quốc Khái
- Bùi Xương Trạch
- Dương Văn Bé
- Đại Từ
- Đạm Phương
- Đặng Trần Đức
- Đặng Xuân Bảng
- Định Công
- Định Công Hạ
- Định Công Thượng
- Đỗ Mười
- Đống Kỳ
- Đông Thiên
- Giải Phóng
- Giáp Bát
- Giáp Nhị
- Hà Kế Tấn
- Hoàng Liệt
- Hoàng Mai
- Hồng Quang
- Hưng Phúc
- Hưng Thịnh
- Khuyến Lương
- Kim Đồng
- Kim Giang
- Linh Đàm
- Linh Đường
- Lĩnh Nam
- Lương Khánh Thiện
- Mai Động
- Minh Khai
- Nam Dư
- Nam Sơn
- Nghiêm Xuân Yêm
- Ngọc Hồi
- Ngũ Nhạc
- Nguyễn An Ninh
- Nguyễn Cảnh Dị
- Nguyễn Chính
- Nguyễn Công Thái
- Nguyễn Đức Cảnh
- Nguyễn Duy Trinh
- Nguyễn Hữu Thọ
- Nguyễn Khoái
- Nguyễn Phan Chánh
- Nguyễn Xiển
- Phạm Tu
- Quang Liệt
- Sở Thượng
- Tam Trinh
- Tân Khai
- Tân Mai
- Tây Trà
- Thanh Đàm
- Thanh Lân
- Thịnh Liệt
- Thúy Lĩnh
- Trần Điền
- Trần Hòa
- Trần Nguyên Đán
- Trần Thủ Độ
- Trịnh Đình Cửu
- Trương Định
- Tương Mai
- Văn Tân
- Vĩnh Hưng
- Vũ Tông Phan
- Yên Duyên
- Yên Sở

## Các địa điểm nổi tiếng
- Công viên Yên Sở
- Nhà thờ Làng Tám Giáp Bát
- Đình Tương Mai
- Nhà thờ Nam Dư
- Chùa Tứ Kỳ
- Chùa Pháp Vân
- Chùa Bằng (Linh tiên tự)
- Chùa Sét (Đại bi tự), Thịnh Liệt
- Công đồng Linh từ (Đền đức vua cha Bát Hải), 521 Trương Định
- Đền Mẫu Đầm sen Đại Từ
- Đền Lư Giang, khu Đền Lừ
- Miếu Gàn Hoàng Liệt

## Hạ tầng
Quận Hoàng Mai là quận có tốc độ đô thị hóa và xây dựng cơ sở hạ tầng lớn trong số các quận huyện mới của thủ đô, với hàng loạt khu đô thị như Linh Đàm, Bắc Linh Đàm, Định Công, Đại Kim, Đền Lừ I - II, Kim Văn - Kim Lũ, Vĩnh Hoàng, Hoàng Văn Thụ, Ao Sao, Thịnh Liệt, Đại Kim - Định Công, Tây Nam hồ Linh Đàm, Tây Nam Kim Giang, Ao Mơ, Thịnh Liệt... cùng hàng loạt chung cư trên đường Lĩnh Nam, đường Tam Trinh, đường Pháp Vân, đường Nghiêm Xuân Yêm như Gamuda City, Hateco Yên Sở, khu đô thị Pháp Vân - Tứ Hiệp, The Manor Central Park...
Các dự án đường sắt đi qua địa bàn quận là các tuyến số 1 (Ngọc Hồi - Yên Viên), tuyến số 3 (Trôi - Nhổn - Hoàng Mai), tuyến số 4 (Liên Hà - Bắc Thăng Long), tuyến số 8 (An Khánh - Dương Xá); trong đó tuyến số 3 đoạn Ga Hà Nội - Hoàng Mai (một phần của tuyến Trôi - Nhổn - Hoàng Mai) và tuyến số 1 hiện đang được đầu tư xây dựng.

### Hệ thống xe buýt

#### Điểm đầu cuối và trung chuyển
- Bến xe Giáp Bát (3A, 6A, 6B, 6C, 6D, 6E, 21A, 22C, 25, 29, 32, 37, 94, 101A, 101B, E06)
- Bến xe Nước Ngầm (3B, 04 cũ, 16, 28, 48, 60B, 104)
- Mai Động (26, 38)
- KĐT Linh Đàm (05, 36, 37, 84)
- KĐT Pháp Vân Tứ Hiệp (60A)
- KĐT Gamuda (30)

#### Các tuyến xe buýt hoạt động:
| Tuyến xe buýt                                     | Ghi chú                                                       | Lộ trình trong khu vực quận Hoàng Mai |
| ------------------------------------------------- | ------------------------------------------------------------- | --- |
| 3A(Bến xe Giáp Bát - Bến xe Gia Lâm)              |                                                               | Bến xe Giáp Bát - Giải Phóng -... |
| 3B(Bến xe Nước Ngầm - Giang Biên)                 |                                                               | Bến xe Nước Ngầm - Ngọc Hồi - Giải Phóng -... |
| 04(Long Biên - Bệnh Viện Nội Tiết TW CS2)         |                                                               | ... - Tam Trinh - Lĩnh Nam - Đỗ Mười - Ngọc Hồi - Nguyễn Bồ - ... |
| 05(Linh Đàm - Phú Diễn)                           |                                                               | KĐT Linh Đàm - Nguyễn Duy Trinh - Nam Sơn - Nguyễn Phan Chánh - Nguyễn Hữu Thọ - Cầu Dậu - Kim Giang -... |
| 6A(Bến xe Giáp Bát - Cầu Giẽ)                     |                                                               | Bến xe Giáp Bát - Giải Phóng - Kim Đồng - Giải Phóng - Ngọc Hồi -... |
| 6B(Bến xe Giáp Bát - Hồng Vân (Thường Tín))       |                                                               | Bến xe Giáp Bát - Giải Phóng - Kim Đồng - Giải Phóng - Ngọc Hồi -... |
| 6C(Bến xe Giáp Bát - Phú Minh (Phú Xuyên))        |                                                               | Bến xe Giáp Bát - Giải Phóng - Kim Đồng - Giải Phóng - Ngọc Hồi -... |
| 6D(Bến xe Giáp Bát - Tân Dân (Phú Xuyên))         |                                                               | Bến xe Giáp Bát - Giải Phóng - Kim Đồng - Giải Phóng - Ngọc Hồi -... |
| 6E(Bến xe Giáp Bát - Phú Túc (Phú Xuyên))         |                                                               | Bến xe Giáp Bát - Giải Phóng - Kim Đồng - Giải Phóng - Ngọc Hồi -... |
| 8A(Long Biên - Đông Mỹ)                           | Hoạt động từ thứ 2 đến 18:00 thứ 6                            | ... - Giải Phóng - Ngọc Hồi -... |
| 8ACT(Long Biên - Đông Mỹ)                         | Hoạt động từ 18:00 thứ 6 đến chủ nhật (tránh tuyến phố đi bộ) | ... - Giải Phóng - Ngọc Hồi -... |
| 8B(Long Biên - Vạn Phúc)                          |                                                               | Chiều đi: ... - Giải Phóng - Đỗ Mười - Trần Thủ Độ - Đường nội bộ KĐT Pháp Vân Tứ Hiệp -... Chiều về: ... - Đường nội bộ KĐT Pháp Vân Tứ Hiệp - Ngõ 15 Ngọc Hồi - Ngọc Hồi - Giải Phóng -...                                                                                 |
| 12(Công viên Nghĩa Đô - Khánh Hà (Thường Tín))    |                                                               | ... - Trần Điền - Trần Nguyên Đán - Định Công - Giải Phóng - Ngọc Hồi -... |
| 16(Bến xe Mỹ Đình - Bến xe Nước Ngầm)             |                                                               | ... - Giải Phóng - Ngọc Hồi - Bến xe Nước Ngầm |
| 21A(Bến xe Giáp Bát - Bến xe Yên Nghĩa)           |                                                               | Bến xe Giáp Bát - Giải Phóng -... |
| 21B(Duyên Thái (Thường Tín) - Bến xe Mỹ Đình)     |                                                               | Chiều đi: ... - Đường nội bộ KĐT Pháp Vân Tứ Hiệp - Đống Kỳ - Trần Thủ Độ - Ngõ 15 Ngọc Hồi - Ngọc Hồi - Giải Phóng -... Chiều về: ... - Giải Phóng - Đỗ Mười - Trần Thủ Độ - Đống Kỳ - Đường nội bộ KĐT Pháp Vân Tứ Hiệp -...                                               |
| 22C(Bến xe Giáp Bát - KĐT Dương Nội)              |                                                               | Bến xe Giáp Bát - Giải Phóng - Kim Đồng - Giải Phóng - Nguyễn Hữu Thọ - Cầu Dậu - Nghiêm Xuân Yêm - Nguyễn Xiển -... |
| 25(BV Nhiệt đới TW CS2 - Bến xe Giáp Bát)         |                                                               | ... - Giải Phóng - Bến xe Giáp Bát |
| 26(Mai Động - SVĐ Quốc gia)                       |                                                               | Mai Động (Bãi đỗ xe Kim Ngưu) - Tam Trinh -... |
| 28(Bến xe Nước Ngầm - Đại học Mỏ)                 |                                                               | Bến xe Nước Ngầm - Ngọc Hồi - Giải Phóng -... |
| 29(Bến xe Giáp Bát - Tân Lập)                     |                                                               | Bến xe Giáp Bát - Giải Phóng - Kim Đồng - Trương Định - Giải Phóng - Nguyễn Hữu Thọ - Cầu Dậu - Nghiêm Xuân Yêm - Nguyễn Xiển -... |
| 30(KĐT Gamuda - Bến xe Mỹ Đình)                   | Hoạt động từ thứ 2 đến 18:00 thứ 6                            | KĐT Gamuda - Đường nội bộ KĐT Gamuda - Tam Trinh -... |
| 30CT(KĐT Gamuda - Bến xe Mỹ Đình)                 | Hoạt động từ 18:00 thứ 6 đến chủ nhật (tránh tuyến phố đi bộ) | KĐT Gamuda - Đường nội bộ KĐT Gamuda - Tam Trinh -... |
| 32(Bến xe Giáp Bát - Nhổn)                        |                                                               | Bến xe Giáp Bát - Giải Phóng -... |
| 36(Yên Phụ - Linh Đàm)                            |                                                               | ... - Trương Định - Giải Phóng - Nguyễn Hữu Thọ - Nguyễn Phan Chánh - Nam Sơn - Nguyễn Duy Trinh - KĐT Linh Đàm |
| 37(Bến xe Giáp Bát - Chương Mỹ)                   |                                                               | Bến xe Giáp Bát - Giải Phóng - Kim Đồng - Trương Định - Giải Phóng - Hoàng Liệt - Đạm Phương - Nguyễn Duy Trinh - Nam Sơn - Nguyễn Phan Chánh - Nguyễn Hữu Thọ - Cầu Dậu - Nghiêm Xuân Yêm - Phạm Tu -...                                                                    |
| 38(Nam Thăng Long - Mai Động)                     |                                                               | ... - Tam Trinh - Mai Động (Bãi đỗ xe Kim Ngưu) |
| 41(Nam Thăng Long - Bến xe Giáp Bát)              |                                                               | ... - Giải Phóng - Bến xe Giáp Bát |
| 42(Bến xe Giáp Bát - Trung Màu)                   |                                                               | Bến xe Giáp Bát - Giải Phóng - Kim Đồng - Tân Mai - Tam Trinh -... |
| 48(Bến xe Nước Ngầm - Phúc Lợi)                   |                                                               | Chiều đi: Bến xe Nước Ngầm - Ngọc Hồi - Đỗ Mười - Pháp Vân - Nguyễn Khoái -... Chiều về: ... - Nguyễn Khoái - Lĩnh Nam - Đỗ Mười - Ngọc Hồi - Bến xe Nước Ngầm |
| 60A(KĐT Pháp Vân Tứ Hiệp - Công viên nước Hồ Tây) |                                                               | KĐT Pháp Vân Tứ Hiệp - Trần Thủ Độ - Ngõ 83 Ngọc Hồi - Ngọc Hồi - Hoàng Liệt - Đạm Phương - Nguyễn Duy Trinh - Nam Sơn - Nguyễn Phan Chánh - Nguyễn Hữu Thọ - Cầu Dậu - Nghiêm Xuân Yêm - Nguyễn Xiển -...                                                                   |
| 60B(Bến xe Nước Ngầm - BV Nhiệt đới TW CS2)       |                                                               | Bến xe Nước Ngầm - Ngọc Hồi - Giải Phóng - Nguyễn Hữu Thọ - Cầu Dậu - Kim Giang -... |
| 84(Cầu Diễn - KĐT Linh Đàm)                       |                                                               | ... - Trịnh Đình Cửu - Nguyễn Cảnh Dị - Nguyễn Hữu Thọ - Nguyễn Phan Chánh - Nam Sơn - Nguyễn Duy Trinh - KĐT Linh Đàm |
| 94(Bến xe Giáp Bát - Kim Bài)                     |                                                               | Bến xe Giáp Bát - Giải Phóng - Kim Đồng - Trương Định - Giải Phóng - Ngọc Hồi -... |
| 99(Kim Mã - Ngũ Hiệp)                             |                                                               | Chiều đi: ... - Nguyễn An Ninh - Trương Định - Kim Đồng - Giải Phóng - Ngọc Hồi - Ngõ 83 Ngọc Hồi - Trần Thủ Độ -... Chiều về: ... - Trần Thủ Độ - Ngõ 83 Ngọc Hồi - Ngọc Hồi - Giải Phóng - Kim Đồng - Trương Định - Nguyễn An Ninh - Trần Đại Nghĩa -...                   |
| 101A(Bến xe Giáp Bát - Vân Đình)                  |                                                               | Bến xe Giáp Bát - Giải Phóng - Kim Đồng - Trương Định - Giải Phóng - Ngọc Hồi -... |
| 101B(Bến xe Giáp Bát - Đại Cường (Ứng Hòa))       |                                                               | Bến xe Giáp Bát - Giải Phóng - Kim Đồng - Trương Định - Giải Phóng - Ngọc Hồi -... |
| 104(SVĐ Quốc gia - Bến xe Nước Ngầm)              |                                                               | ... - Vũ Tông Phan - Trần Hòa - Trịnh Đình Cửu - Đặng Xuân Bảng - Nguyễn Hữu Thọ - Nguyễn Phan Chánh - Đạm Phương - Hoàng Liệt - Ngọc Hồi - Bến xe Nước Ngầm |
| 106(KĐT Mỗ Lao - TTTM AeonMALL Long Biên)         |                                                               | ... - Bằng Liệt - Nguyễn Phan Chánh - Đạm Phương - Hoàng Liệt - Ngọc Hồi - Giải Phóng - Kim Đồng - Tân Mai - Đường ven hồ Đền Lừ - Đường nội bộ KĐT Đền Lừ - Hoàng Mai - Đường nội bộ KĐT Vĩnh Hoàng - Đường nội bộ KCN Hoàng Mai - Lĩnh Nam - Vĩnh Hưng - Nguyễn Khoái -... |
| 158(Bến xe Yên Nghĩa - Khu đô thị Đặng Xá)        |                                                               | ... - Đường vành đai 3 - Nguyễn Hữu Thọ - Giải Phóng - Kim Đồng - Tân Mai - Tam Trinh -... |
| 161(Cầu Giấy - Tam Hiệp)                          |                                                               | ... - Nguyễn Xiển - Nghiêm Xuân Yêm -... |
| E06(Bến xe Giáp Bát - KĐT Vinhomes Smart City)    |                                                               | Bến xe Giáp Bát - Giải Phóng - Kim Đồng - Giải Phóng - Hoàng Liệt - Nghiêm Xuân Yêm - Nguyễn Xiển -... |

## Văn hóa
Nét đẹp vùng đất tổ nghề kim hoàn
Khoảng thế kỷ II - III, người Việt đã biết dùng vàng bạc làm đồ trang sức. Đất tổ của nghề vàng là Định Công (nay thuộc vùng đô thị hóa đông đúc phường Định Công, quận Hoàng Mai). Riêng đất tổ của nghề bạc thì ở Đồng Xâm (Thái Bình), tổ đúc thì là Châu Khê (Hải Dương). Đây là nghề gia công đồ trang sức, hàng mỹ nghệ bằng kim loại quý hiếm. Thực ra có mấy nghề khác nhau: nghề "chạm" tức là nổi các hình, hoa văn lên mặt đồ kim loại vàng bạc; "trổ" tức là tạo hoa văn thủng; "đậu tức là kéo vàng bạc đã nấu chảy thành những sợi chỉ rồi uốn ghép thành hình chim thú, hoa lá...; "trơn" là những hàng chỉ có đánh bóng. Các nghề này phối hợp với nhau tạo nên sản phẩm hoàn chỉnh. Những nét chạm trổ uyển chuyển mềm mại, những sợi chỉ vàng chỉ bạc uốn lượn hài hòa kết hợp với màu sắc của vàng, độ bóng ánh của bạc đã làm tăng độ hấp dẫn, sang trọng cho những chiếc dây chuyền, vòng tay, hoa tai, nhẫn, đĩa bạc, chén bạc, hộp đồ trang sức... trên đôi tay khéo léo của con người Định Công một vùng đất tổ của nghề kim hoàn.
Quận Hoàng Mai có nhiều làng nghề ẩm thực như làng nghề bánh cuốn Thanh Trì (phường Thanh Trì), rượu Hoàng Mai, làng bún Tứ Kỳ, bún ốc Pháp Vân (phường Hoàng Liệt), đậu phụ Mơ (phường Mai Động).
Ngoài ra, phường Vĩnh Hưng và phường Lĩnh Nam có nghề trồng hoa, rau sạch; phường Yên Sở có làng cá Yên Sở.

## Danh nhân
- Nguyễn Văn Siêu
- Nguyễn Trọng Hợp
- Bùi Xương Trạch
- Bùi Trụ
- Bùi Vịnh
- Bùi Bỉnh Uyên
- Bùi Huy Bích
- Trần Điền
- Trần Điện
- Trần Hòa
- Trần Khát Chân
- Hoàng Đạo Thành